# NGC 4159
NGC 4159 este o galaxie spirală situată în constelația Dragonul. A fost descoperită în 12 decembrie 1797 de către William Herschel. Se află la o distanță de 16,52 megaparseci de Pământ.